# TOFA
TOFA, n. p., Semily byl významným československým výrobcem dřevěných a papírových hraček, společenských her apod. V historických dokumentech lze mezi výrobky vyčíst hračky všech druhů, společenské hry, dřevěné figurky, dřevěné perly a výrobky z nich, dřevěnou galanterii a bižuterii, tiskárenské a kartonážní výrobky, herní plány, skládanky, drobné výrobky ze dřeva všeho druhu. Mezi drobné výrobky nelze sice počítat rakve, které se v Semilech také vyráběly, ale na ty se ochranná známka nevztahovala.

## Vznik
Název vznikl spojením anglických slov TOys a FActory, tj. "továrna na hračky". Zprvu se týkal zejména továrny v Albrechticích v Jizerských horách, odkud bylo ale sídlo přeneseno v roce 1958 do Semil.
Organizačně patřila TOFA do koncernu Československé hudební nástroje, národní podnik, který byl také držitelem práv k ochranné značce TOFA od 18. 12. 1970 až do 1. 9. 1990, kdy práva ke známce přešla na bývalý závod TOFY Albrechtice v Jizerských horách – DETOA.

## Areály

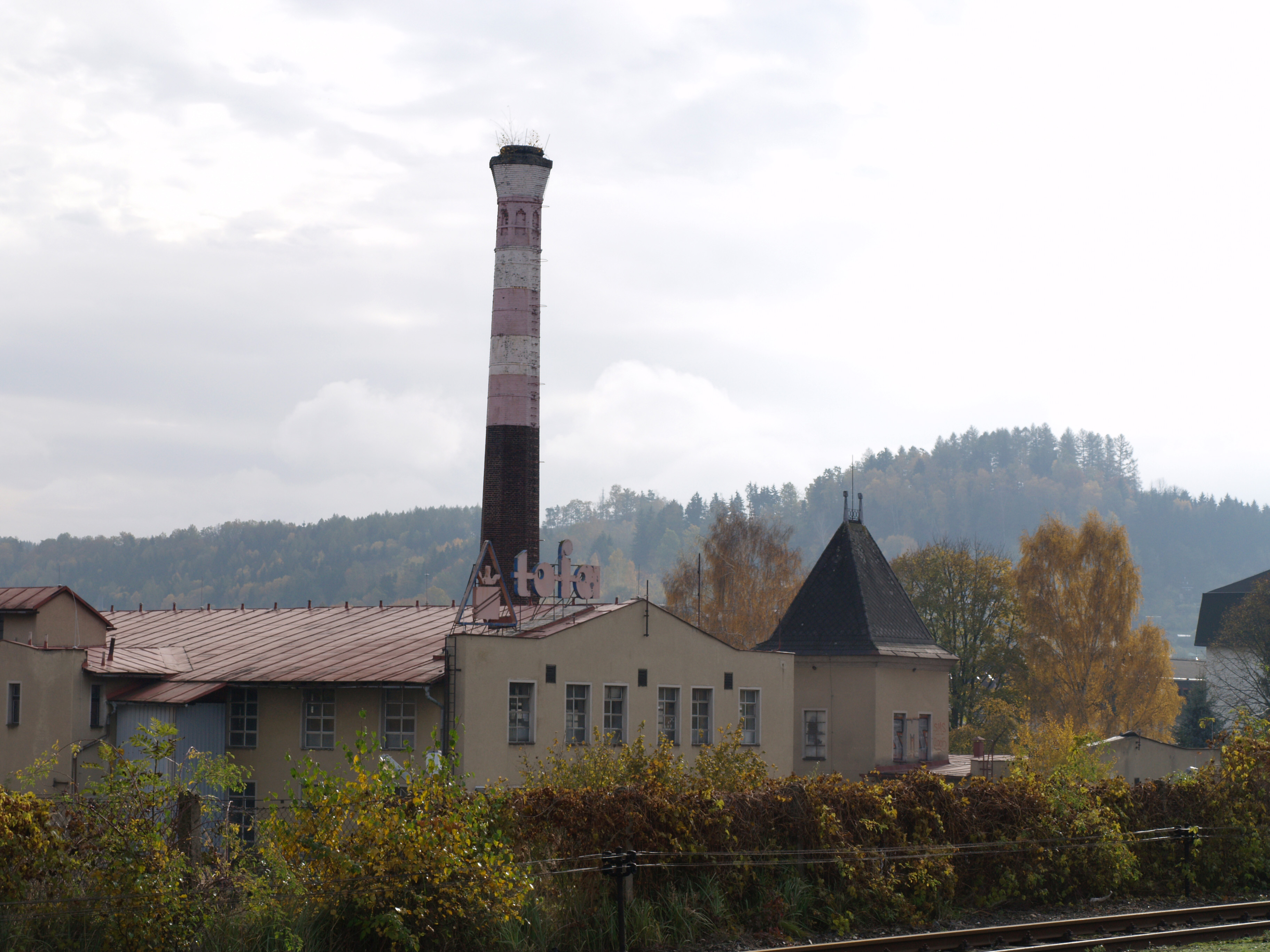
Semily – chátrající areál n.p. TOFA

Ředitelství sídlilo v Semilech na adrese Ke stadionu 183. Po roce 1990 zde ještě nějaký čas fungovala pila, po roce 2000 obchod s nábytkem Jamall a po roce 2010 byl opuštěný objekt v těsném sousedství semilského Penny Marketu I zbořen.
Výrobní areál 01 Semily byl na adrese Tyršova 393 a sídlila zde hlavně hrubá výroba, sušárny apod., a také výrobna rakví, která se po roce 1990 osamostatnila jako s.r.o. Rakmily. Areál prošel na přelomu tisíciletí asanací a byl zde vystavěn diskont Plus, dnes semilský Penny Market II.
Závod 02 Albrechtice založil již roku 1908 Johann Schowanek a pod jeho jménem se stala světovým producentem dřevěných hraček, perlí a bižuterie včetně knoflíků pro vojenské uniformy. V 50. letech získala nový název TOFA Albrechtice, po roce 1958 byla podřízena vedení společnosti v (dopravně poněkud přístupnějších) Semilech. Novým výrobním programem se staly pianinové a klavírové mechaniky pro světové výrobce, samozřejmě že hlavním zákazníkem byl královéhradecký Petrof. Po roce 1989 byl závod privatizován zvlášť a funguje pod novým názvem DETOA. Tento podnik a jeho majitel Jaroslav Zeman jsou také držiteli ochranné známky TOFA, která byla zapsána 4. 2. 1955 pod číslem spisu 43503.
Závod 03 Semily sídlil v Družstevní ulici 27 a byl postaven roku 1892 jako tkalcovna a škrobírna, po 2. světové válce sem byla přenesena výroba dřevěných hraček. Ta již měla v Semilech tradici – v době II. světové války zde společnost Drábek&spol. vyráběla dřevěné korále a hračky, ale podlehla v nerovném boji s čistě německou společností Hanse Schowanka (dnešní DETOA) a musela se orientovat na modely pro Wehrmacht. V současnosti je v areálu využíváno několik drobných skladů a garáží, hlavní budovy jsou uzavřené a chátrají, Liberecký kraj zdejší území vede jako "brownfield" a vybízí k jeho revitalizaci.
Závod 04 Zásmuky vyráběl např. počitadla, různé vozíčky, tahací zvířátka, ale byl specializovaný i na kartonové zboží a proto vyráběl zejména stolní deskové hry – šlo jak o klasické šachy, Člověče nezlob se! nebo halmu, ta i o speciální společenské hry (připomeňme Dostihy a sázky). Výroba zde však byla ukončena v říjnu 1997 a podnik od té doby chátrá bez užitku, od roku 2008 se doslova rozpadá.
Závod Tlumačov odkoupil v roce 1996 podnikatel František Stodůlka a zachránil tak výrobu dětských tabulí a postýlek. V dnešní době(2023) je v areálu firma vyrábějící pilové pásy, dva sklady chemie a sklad nábytku.
Závod Stará Paka odkoupil roku 1997 staropacký truhlář Petr Žalský a obnovil výrobu skládacích kostek s obrázkovými polepy (kubusy) pod obchodní značkou TOPAtoys. Výroba vyšla vstříc zákazníkům a je tak možné nechat si vyrobit kostky s libovolným zákaznickým polepem.

## Státní podnik
Státní podnik TOFA Semily (kmenové jmění 223.711.000 Kčs, IČO 00013960) byl založen k 1. 1. 1989 a ve funkci ředitele byl potvrzen Zdeněk Venzara ze Semil.

## Po roce 1989
V roce 1992 byl na místo ředitele zbytkového TOFA s.p. dosazen Ladislav Poláček z Jilemnice. Podnik měl v té době sice udávanou hodnotu 44.148.000 Kčs, ale ta v té době byla iluzorní, neboť státní podnik již nedisponoval žádným fyzickým ani jiným majetkem. Dne 1. 1. 1996 vstoupil podnik do likvidace (likvidátor Ing. Pavel Lintymer, CSc., z Prahy) a k 13. 9. 2001 byla společnost vymazána z obchodního rejstříku.
Mimoto však existovala TOFA, a.s. (IČO 45534489, základní kapitál 55.735.000 Kč), která byla založena Fondem národního majetku k 1. 5. 1992 (zakladatelská listina byla sepsána 26. 4. 1992, dodatek ke stanovám schválen dne 21. 8. 1992). Do majetku a.s. přešly nerestituované majetky a hmotné i ostatní vlastnictví s.p. TOFA Semily, ze kterého se tak stala prázdná schránka. O zrušení této akciové společnosti s likvidací rozhodla mimořádná valná hromada dne 1. 2. 1999, likvidátorkou společnosti se stala Ing. Irena Pekařová z nedalekého Jablonce nad Jizerou. Krajský soud v Hradci Králové rozhodl 14. 7. 2005 o konkursu na majetek společnosti TOFA a.s., v likvidaci a konkursním správcem byl ustaven JUDr. Vlastimil Marhan z Hradce Králové.
Propletenec vztahů však pokračuje: k 1. 5. 1995 byla v Praze 4 založena společnost HARSA a.s. (IČO 63999773, základní jmění 1.000.000 Kč, jediný akcionář Michal Zítko z Prahy), která se v lednu 1999 přejmenovala na TOFA TOYS a.s. (základní jmění 34.000.000 Kč) a v srpnu 2000, kdy již jejím jediným akcionářem byla semilská TOFA HOLDING s.r.o. (IČO 25255070), přenesla své sídlo do Brna. Jejím majetkem byly výrobní areály Semily-Podmoklice (14 mil. Kč) a Zásmuky (9 mil. Kč), plus movitý majetek (10 mil. Kč). 8. 2. 2006 rozhodl Krajský soud v Brně o zrušení společnosti a jmenoval likvidátorem Prof. Ing. Vladimíra Klabana, CSc., z Brna. Pokus o konkurs společnosti týž krajský soud dne 21. 12. 2007 zamítl pro "nedostatek majetku dlužníka postačující k úhradě nákladů konkursu". Společnost byla vymazána z obchodního rejstříku 18. 12. 2010.
A co výše zmíněná TOFA HOLDING s.r.o. (IČO 25255070)? Ta byla založena 12. 8. 1996 se základním jměním 1.370.000 Kč. Do té v říjnu 1998 vstoupil výše zmíněný Michal Zítko a razantně navýšil její základní jmění na 13.700.000 Kč, načež část podniku prodal společnosti TOFA TOYS a.s. Také tento holding ekonomicky neuspěl, Krajský soud v Hradci Králové na nej dne 19. 12. 2005 prohlásil konkurs a ustavil správcem JUDr. Josefa Koubíka z Hradce Králové, ale toto rozhodnutí bylo zrušeno rozhodnutím téhož soudu z 12. 8. 2009 o "zrušení konkurzu po splnění rozvrhového usnesení".
To však nic nezměnilo na tom, že podmoklický areál je již léta opuštěný, technologie jsou demontovány a budovy velmi rychle chátrají. Počátkem června 2011 se staly terčem útoku zlodějských spoluobčanů, kteří zcela rozbili dvě okna a ukradli několik funkčních litinových radiátorů, kryty elektrických rozváděčů, pletivo a další věci. Škoda byla vyčíslena na 8400 Kč.